# Bohemia (banda)
Bohemia es un grupo musical formado en Santander en los años 80 por los hermanos Iziar y Javier, junto a Luis Ruiz Sito y Cristina "Mora", esta última nacida en Buenos Aires, que representaron a España en el Festival de la OTI de 1984 con el tema Cada día al despertar. Grabaron un disco con esa canción junto a canciones de Herrero y Armenteros.